# Шоро-Башат
Шоро-Башат (кирг. Шоро-Башат) — село в Кыргызстане, в составе Узгенского района Ошской области. Административный центр Терт-Кельского аильного округа.
Расположено на 600-м километре дороги Ош-Бишкек, между городами Узген и Джалал-Абад. Находится в 10 км к юго-западу от районного центра города Узгена на правом берегу реки Яссы и около 504 км от столицы республики г. Бишкек.
Основа экономики — сельское хозяйство, жители, в основном, работают в фермерских хозяйствах и разводят скот. Здесь по данным археологических исследований рисоводство развивалось с древних времен то есть с I тыс. до н. э. (Шоро-Башатская культура). В селе обнаружен археологический памятник, относящийся к IV—I векам до нашей эры
В селе есть мечеть, средняя школа, клуб, библиотека, фельдшерско-акушерский пункт. Работают предприятия бытового обслуживания и торговли.

## Население
По состоянию на начало 2023 года население села составляло 5 978 жителей., в 2009 году — 4 764 человека, в 2021 году — 5 808 жителей.

## Известные уроженцы
- Пазылов, Абибилла (род.1956) — киргизский журналист, драматург, сценарист, публицист, заслуженный деятель культуры Кыргызстана.

Почтовый индекс — 723625. Телефонный код — +996.